# سيلينة مخروطية الأزهار
السيلينة مخروطية الأزهار (باللاتينية: Silene coniflora) نوع نباتي يتبع جنس السيلينة من الفصيلة القرنفلية.

## الموئل والانتشار
موطنها بلاد الشام ومصر وتركيا وأرمينيا.

## مرادفات للاسم العلمي
- (باللاتينية: Pleconax coniflora)